# Les aventures d'Arthur Gordon Pym
Les aventures d'Arthur Gordon Pym (The Narrative of Arthur Gordon Pym of Nantucket) és l'única novel·la de l'escriptor estatunidenc Edgar Allan Poe, apareguda primer per lliuraments i posteriorment en forma de llibre, a la ciutat de Nova York, l'any 1838.

## Argument
El protagonista, Arthur Gordon Pym, s'embarca clandestinament al vaixell balener Grampus. Després de moltes aventures i desgràcies (motins, naufragis, canibalisme, guerres amb nadius) que posen en risc la seva vida, s'interna en paratges prodigiosos dels mars antàrtics, fins que pateix una colpidora revelació amb la qual culmina la història.
Les aventures d'Arthur Gordon Pym  és una de les obres més controvertides, estranyes i enigmàtiques de l'autor, i és un més dels escrits de Poe de tema mariner, al costat de Manuscrit trobat en una ampolla, La caixa oblonga i Una davallada al Maelström. Es tracta d'una novel·la d'aventures de tipus episòdic, centrada molt directament en l'intrèpid protagonista que li dona títol, personatge que trobaria ressò posteriorment en les obres de Robert Louis Stevenson ( Segrestat, L'illa del tresor,  Els homes alegres , etc.).
En aquesta obra, Poe, a bord del  Grampus , porta als seus lectors amb la seva desenfrenada imaginació a regions mentals i literàries que mai abans havia trepitjat. D'aquí l'absorbent interès que han mostrat per la peça des d'els escriptors surrealistes fins als psicoanalistes literaris de tota condició. La fantàstica peripècia es desborda en mans de l'autor, tant que amb prou feines dona respir al lector entre seqüència i seqüència (l'acció amb prou feines articula temps morts d'enllaç), fet que s'ha atribuït a l'autor com a defecte estructural.

## Repercussió de l'obra
El epígon de Poe, H.P. Lovecraft, sentia autèntica veneració per aquesta novel·la, fet que es fa evident en el seu escrit més llarg, d'extensió semblant, A les muntanyes de la follia, la qual es troba negada de cites extretes de la narració de Poe. Jules Verne, per la seva banda, va escriure una seqüela:  L'esfinx dels gels . I l'autor de ciència-ficció H. G. Wells va apuntar que «Pym narra tot allò que una intel·ligència de primer ordre era capaç d'imaginar sobre el Pol Sud fa un segle».
Però la novel·la és singular per altres motius. Hi ha altres elements en ella que conviden a l'especulació i a la polèmica: sanguinàries escenes de violència, de cadàvers en descomposició, fins i tot de canibalisme, totes elles, segons era propi en l'autor, molt ben dibuixades i quallades de detalls escabrosos. En una societat puritana com la seva, és cridaner que Poe s'atrevís a arribar literàriament tan lluny amb les seves obsessions.
La història comença sent només una novel·la d'aventures marítimes, però a mesura que avança esdevé estranya i fins i tot fa que els últims capítols siguin difícils de classificar, ja que fins i tot inclouen símbols religiosos com la teoria intraterrestre.
Quant a les seves fonts, segons apunta Julio Cortázar, l'autor es va inspirar, d'una banda, en els molts relats, apareguts en diaris i revistes científiques de l'època, d'arriscades expedicions polars, molt de moda en aquell temps (els viatges de Charles Wilkes o Jeremiah N. Reynolds pel Pacífic i el Pol Sud). En el terreny purament literari, hi ha ressons inequívocs del gran poema romàntic de S. T. Coleridge (La balada del vell mariner). Les velles llegendes de naufragis i de  vaixells fantasma que sempre han corregut de port en port, com la de l'holandès errant, tampoc van haver de resultar alienes. I no hi ha dubte que el Robinson Crusoe, de Daniel Defoe, encoratja després de més d'una pàgina i escena. Cal no oblidar l'experiència traumàtica que va haver de suposar per Poe nen en travessar l'Atlàntic entre tempestes (en un vaixell a vela) l'any 1815 fins a una Europa congelada, en ple «any sense estiu», el mateix que, provocat pel volcà Tambora, va inspirar la novel·la Frankenstein .
Davant el cúmul de coneixements de viatges i de detalls tècnics mariners que apareixen al relat, la crítica s'ha preguntat amb freqüència on va poder obtenir-los l'autor, ja que l'únic viatge d'importància que va emprendre fora del seu país va ser a la seva infantesa, amb la seva família adoptiva, en direcció a Anglaterra.
Respecte a l'ombrívol i prodigiós desenllaç de l'obra, es tracta d'un dels més enigmàtics que es recorden en la història de la literatura.

## Traduccions al català
Hi ha publicades dues traduccions al català d'aquesta obra:
- La narració d'Arthur Gordon Pym. Traducció: Francesc Parcerisas.  Proa, 2019. ISBN 9788475887661.
- La narració d'Arthur Gordon Pym. Traducció: Roser Berdague.  Barcanova, 1992 (Els Argonautes). ISBN 9788475337296.[2]